# Pauline und Paulette
Pauline und Paulette (Originaltitel: Pauline & Paulette) ist eine belgisch-niederländisch-französische Filmkomödie aus dem Jahr 2001, bei der Lieven Debrauwer Regie führte und das Drehbuch schrieb.

## Handlung
Pauline ist ein „kleines Mädchen von 66 Jahren“. Sie ist geistig behindert und wird von ihrer Schwester Martha betreut. Als Martha stirbt, müssen die beiden jüngeren Schwestern, Paulette und Cécile, entscheiden, wo Pauline am besten aufgehoben ist. Paulette und Cécile stellen fest, dass es unmöglich ist, in der Nähe von Paulettes Wohnort eine Pflegeeinrichtung für Pauline zu finden. Sie erkennen auch, dass keiner von ihnen in der Lage sein wird, sich mit der gleichen Hingabe um Pauline zu kümmern wie Marta. Paulette muss sich um ein Geschäft kümmern und Cécile hat ihren Albert. Aber laut Marthas Testament wird ihr Vermögen nur dann in drei gleiche Teile aufgeteilt, wenn sich eine der Schwestern um Pauline kümmert. Wenn sie beschließen, sie in ein Heim zu geben, wird Pauline die einzige Erbin sein. Die Schwestern Cécile und Paulette versuchten, die Pflege von Pauline unter sich aufzuteilen, aber auch diese Aufteilung scheiterte. Paulette kann ihren früheren Beruf nicht mehr ausüben, wenn sie Pauline nebenbei pflegt, und Cécile ist nicht in der Lage, mit ihrem Geliebten Albert ein normales Leben zu führen, während Pauline in ihrer Obhut ist. Albert spricht nur französisch, Pauline nur flämisch. Außerdem ist Albert ein egoistischer Mensch, der sich weigert, an Pauline zu denken. Albert und Cécile halten Pauline auch von Paulette fern, die sie bewundert. Pauline flieht in ihre Heimatstadt zu ihrer Schwester Paulette. Paulette ruft Cécile zu einem Notartermin und teilt ihr mit, dass sie beschlossen hat, das Familienerbe einer guten, weit entfernten Einrichtung für geistig Behinderte zu vermachen, in der Pauline unter der Woche betreut werden soll. Paulette wird in der Nähe der Einrichtung wohnen und sich an den Wochenenden um Pauline kümmern. Cécile, die nur an der Erbschaft interessiert ist, bricht den Kontakt zu ihren Schwestern ab, als die Erbschaft ausbleibt. Um den Kontakt zu Pauline an den Wochenenden aufrechterhalten zu können, gibt Paulette ihren bisherigen Lebensstil auf. Sie verkauft den Laden, zieht sich aus dem Laientheater, dem Mittelpunkt ihres sozialen Lebens, zurück und mietet eine Wohnung in der Nähe der Anstalt. Sie versucht, ihr soziales Leben an ihrem neuen Wohnort wieder aufzunehmen, muss aber feststellen, dass die einzige Person, die sich wirklich um sie kümmert, ihre Schwester Pauline ist. Paulette akzeptiert die neue Situation, und die Wochenenden mit ihrer geistig behinderten Schwester werden zum größten Vergnügen ihres Lebens.

## Produktion
Lieven Debrauwer schrieb den Film speziell für die beiden Hauptdarstellerinnen Dora van der Groen und Ann Petersen und ließ sich dabei von den Kindheitserlebnissen in seiner Heimatstadt Roeselare inspirieren. Er besuchte verschiedene Einrichtungen für Menschen mit geistiger Behinderung und stellte seine Ideen für Pauline Beratern und Experten vor.

## Musicaladaption
Am 28. Januar 2014 wurde die Theateradaption von Pauline und Paulette von Judas Theatre Productions im Antwerpener Fakkelteater uraufgeführt. Anschließend ging das Musical auf Tournee durch Flandern. Regie führte Frank Van Laecke, die Musik wurde von Dirk Brossé komponiert und das Drehbuch und die Texte stammen von Allard Blom.

## Auszeichnungen
Der Film war der belgische Beitrag für die Oscarverleihung 2002 in der Kategorie Bester internationaler Film, erhielt aber keine Nominierung.
| Auszeichnung                      | Jahr | Kategorie                                                | Empfänger                      | Resultat  |
| --------------------------------- | ---- | -------------------------------------------------------- | ------------------------------ | --------- |
| Cairo International Film Festival | 2001 | Goldene Pyramide                                         | Lieven Debrauwer               | Gewonnen  |
| Cannes Film Festival              | 2001 | Prize of the Ecumenical Jury - Special Mention           | Lieven Debrauwer               | Gewonnen  |
| Gardanne Film Festival            | 2001 | Audience Award                                           | Lieven Debrauwer               | Gewonnen  |
| AFI Fest                          | 2001 | Grand Jury Prize                                         | Lieven Debrauwer               | Nominiert |
| World Soundtrack Awards           | 2001 | Best Original Score of the Year Not Released on an Album | Frédéric Devreese              | Nominiert |
| Joseph Plateau Awards             | 2001 | Best Belgian Film                                        | Pauline und Paulette           | Gewonnen  |
| Joseph Plateau Awards             | 2001 | Best Belgian Director                                    | Lieven Debrauwer               | Gewonnen  |
| Joseph Plateau Awards             | 2001 | Best Belgian Screenplay                                  | Lieven Debrauwer, Jacques Boon | Gewonnen  |
| Joseph Plateau Awards             | 2001 | Best Belgian Actress                                     | Dora van der Groen             | Gewonnen  |
| Joseph Plateau Awards             | 2001 | Best Belgian Actress                                     | Ann Petersen                   | Nominiert |
| Joseph Plateau Awards             | 2001 | Box Office Award                                         | Pauline und Paulette           | Gewonnen  |
| Flaiano Film Festival             | 2002 | Best Actress                                             | Ann Petersen                   | Gewonnen  |
| Flaiano Film Festival             | 2002 | Best Costume Design                                      | Erna Siebens                   | Gewonnen  |